# Neu-Taipeh

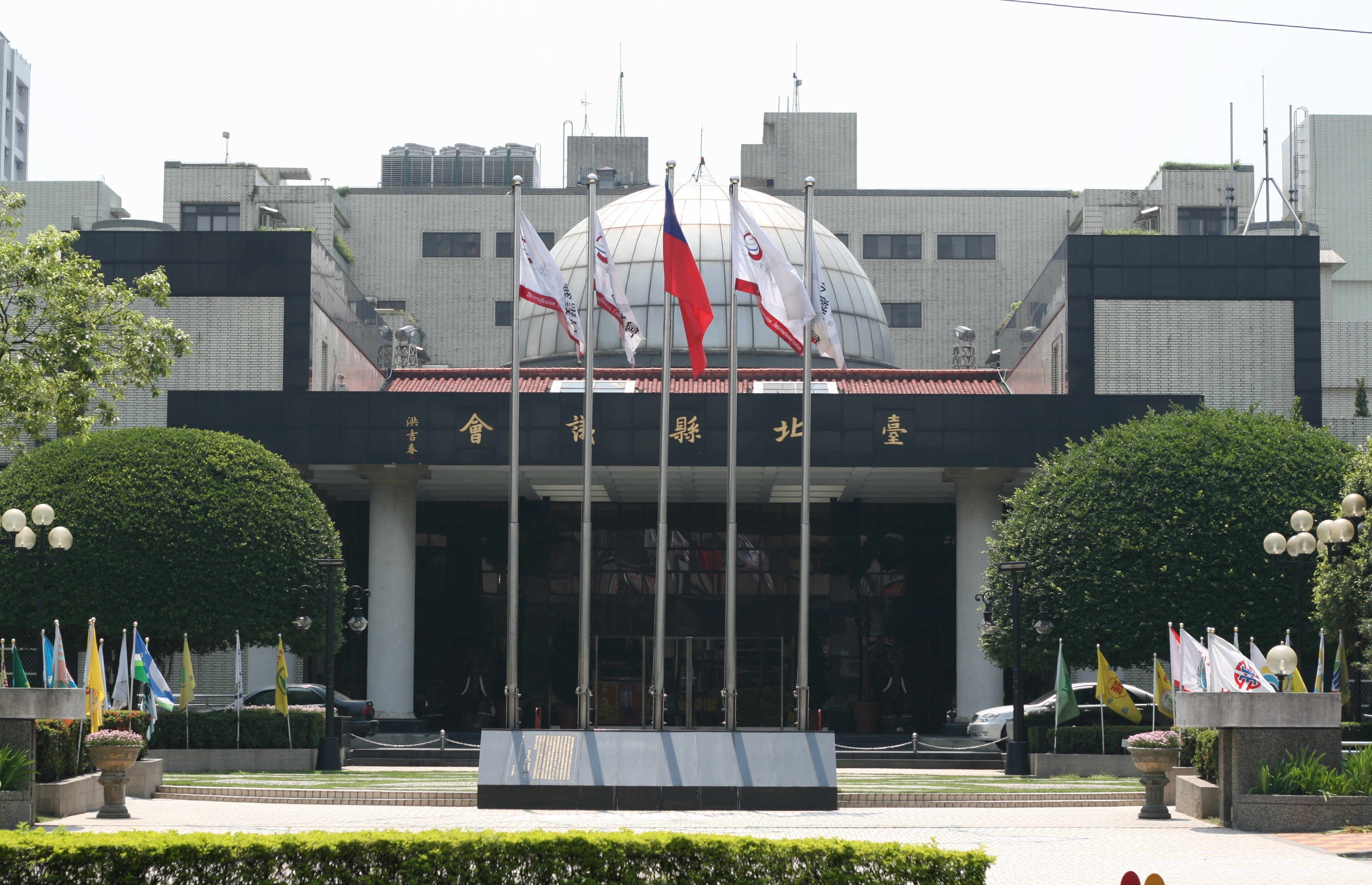
Stadtverwaltung von Neu-Taipeh in Banqiao

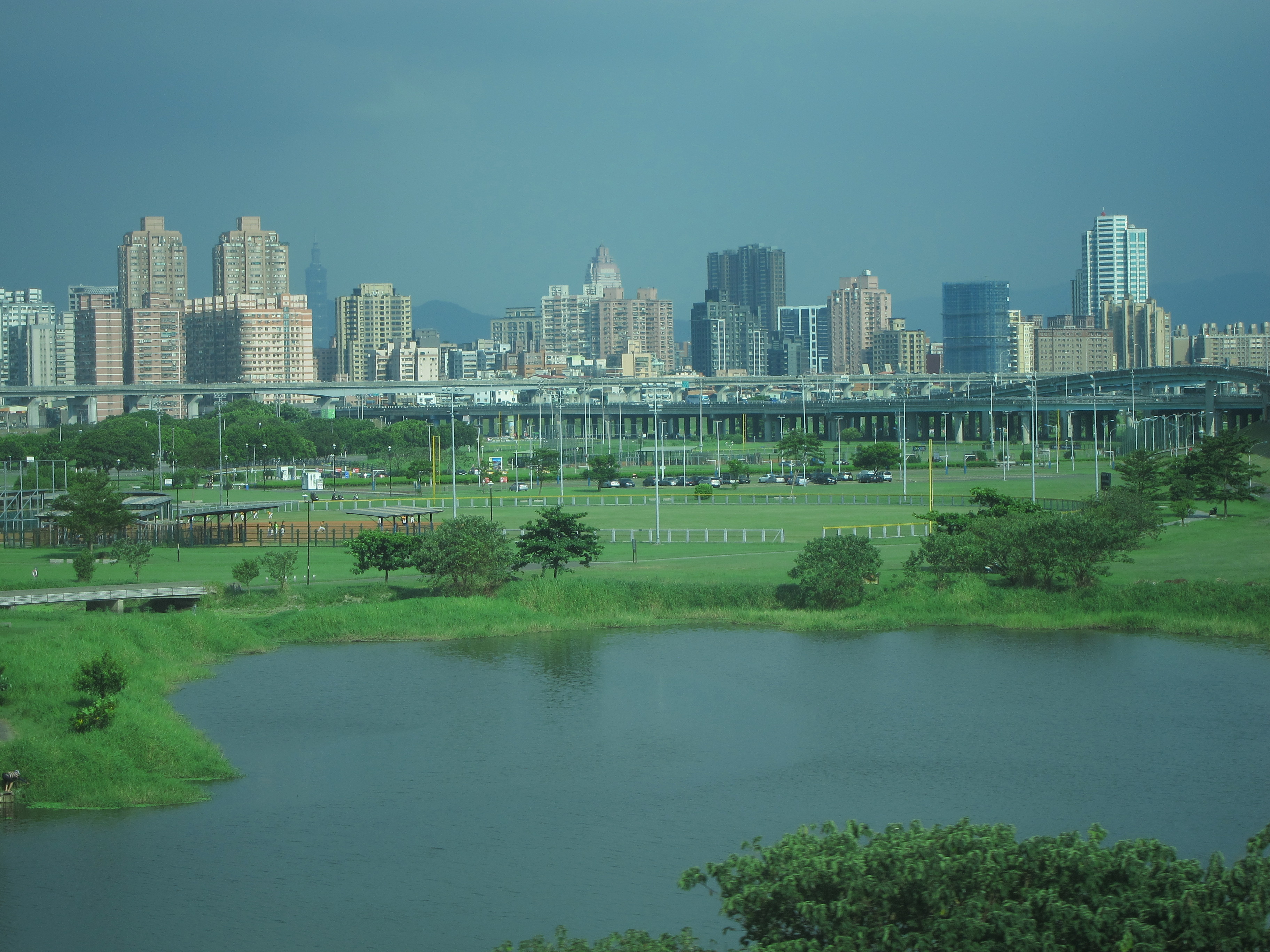
Ansicht von Neu-Taipeh

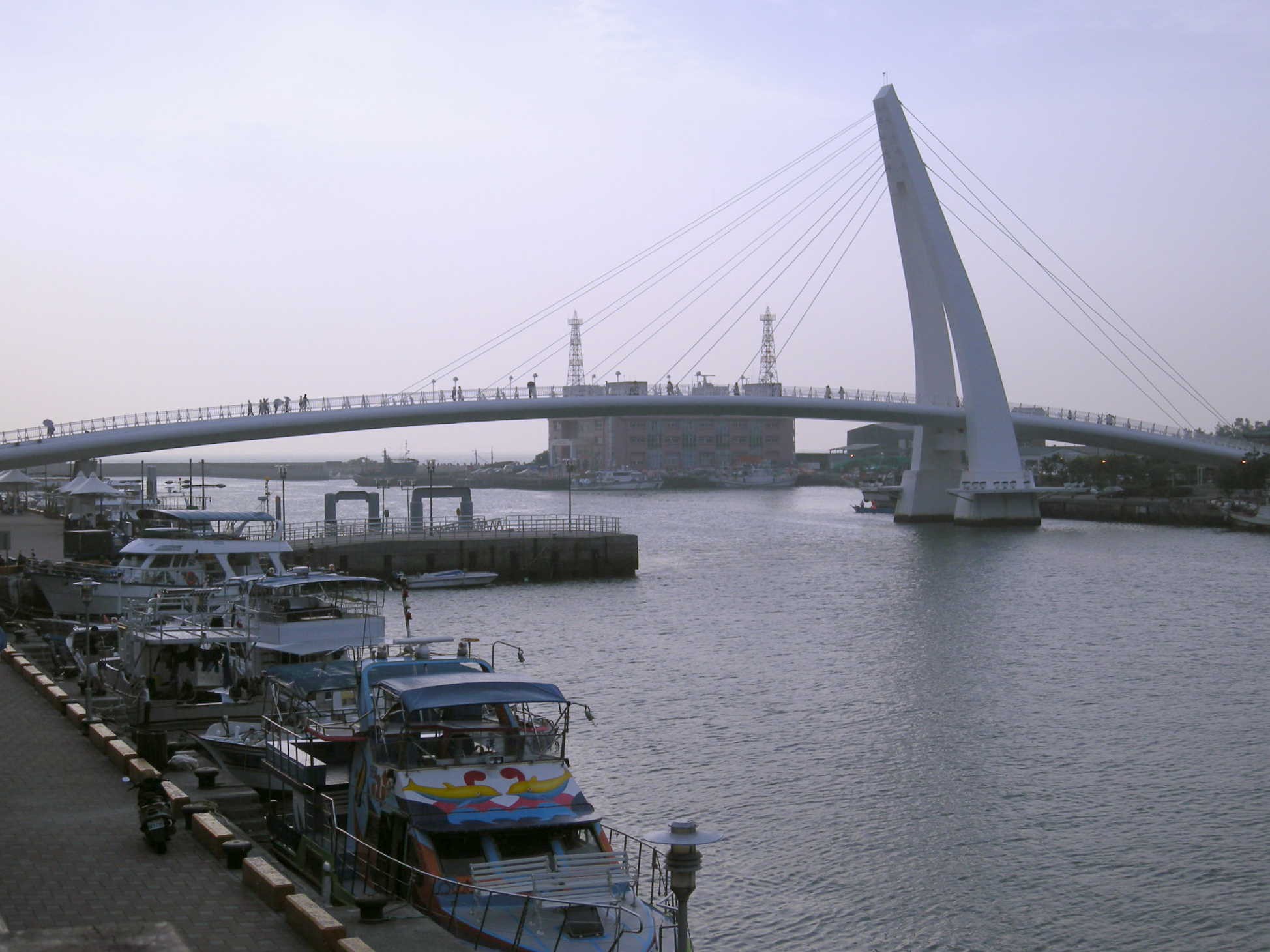
Hafen Tamsui

Neu-Taipeh oder Neu-Taipei (新北市,  Xīnběi Shì, Tongyong Pinyin Sinběi Shìh, Zhuyin ㄒㄧㄣ ㄅㄟˇ ㄕˋ, Pe̍h-ōe-jī Sin-pak Chhī, offizieller Name auf Englisch New Taipei City) ist mit etwas mehr als vier Millionen Einwohnern die größte Stadt der Republik China auf Taiwan.
Neu-Taipeh entstand am 25. Dezember 2010 durch die Fusion aller 29 Städte und Gemeinden des ehemaligen Landkreises Taipeh im Norden Taiwans und hat seitdem den Status einer regierungsunmittelbaren Stadt.

## Namensgebung
Ursprünglich war die Transliteration Xinbei City von 新北市 („neue nördliche Stadt“) als offizielle englische Übersetzung des Stadtnamens vorgesehen. Dagegen gab es jedoch Widerstand, unter anderem deswegen, weil Xinbei City die Hanyu-Pinyin-Transliteration darstellt, die auch in der Volksrepublik China gebräuchlich ist. Gegner dieses Namens sprachen sich entweder für Sinbei City als Namen (die in Taiwan gebräuchliche Tongyong-Pinyin-Transliteration), oder für New Taipei City als englischen Namen aus. Nachdem sich die Bewerber für das Amt des Bürgermeisters vor der Wahl am 27. November 2010, Eric Chu (KMT) und Tsai Ing-wen (DPP), beide für den letzteren Namen starkgemacht hatten, wurde im weitgehenden Konsens entschieden, dass die offizielle englische Bezeichnung künftig New Taipei City lauten sollte.

## Geographie
Neu-Taipeh umschließt die Stadt Taipeh, grenzt im Südwesten an die regierungsunmittelbare Stadt Taoyuan, im Südosten an den Landkreis Yilan, im Norden an die kreisfreie Stadt Keelung und an das Ostchinesische Meer sowie an die Taiwanstraße im Nordwesten.
Im zentralen und westlichen Teil verschmilzt die Millionenstadt mit dem Taipeh-Becken. Der Yangmingshan-Nationalpark durchzieht den Norden der Stadt. Entlang der südöstlichen Stadtgrenze verläuft der Xueshan-Gebirgszug, der nördlichste Ausläufer der zentralen Hochgebirge der Insel, der bis zum Kap Sandiau, dem östlichsten Punkt Taiwans, reicht. Im Süden des Stadtgebiets erreichen die Berge Höhen von über 2000 m. Die wichtigsten Flüsse in Neu-Taipeh sind der Tamsui und seine Nebenflüsse Keelung und Xindian.
Da sich die Stadt aus dem ehemaligen Landkreis Taipeh entwickelt hat, gibt es kein eigentliches Stadtzentrum. Die Bezirke nahe der Grenze zu Taipeh sind größtenteils dicht besiedelt, während andere Stadtteile eine eher ländliche Struktur haben.

## Klima
Das Klima in Neu-Taipeh ist subtropisch und vom Monsun geprägt. Der Januar ist mit einer Durchschnittstemperatur von 12,4 °C typischerweise der kälteste Monat im Jahr, während der Juli mit durchschnittlich 28,8 °C der heißeste ist. Im Stadtbezirk Tamsui gibt es eine Wettermessstation des Taiwanischen Wetterdienstes (Details siehe dort).

## Verwaltung, Verkehr, Demographie
Die bisherigen Städte und Gemeinden des Landkreises Taipeh haben seit der Gründung von Neu-Taipeh den Status von Bezirken (區,  Qu).
Dabei leben über 80 % der Einwohner in zehn ehemals selbstständigen Großstädten (市,  Shì), die insgesamt ein Sechstel der Gesamtfläche einnehmen. Knapp 30 % der Einwohner von Neu-Taipeh stammen ursprünglich aus Taipeh. Vier Bezirke werden als ehemalige Stadtgemeinden bezeichnet (鎮,  Zhèn), die übrigen 15 hatten den Status von Landgemeinden (鄉,  Xiāng).
Die Stadtverwaltung befindet sich im Bezirk der ehemaligen Kreisverwaltung des Landkreises Taipeh in Banqiao.
Siehe auch: Administrative Gliederung der Republik China

### Bezirke von Neu-Taipeh
| Romanisierung (Pinyin) | chin.  | Wade-Giles  | Tongyong Pinyin | Taiwanisch (POJ)         |
| ---------------------- | ------ | ----------- | --------------- | ------------------------ |
| Bali                   | 八里區 | Pa-li       | Balǐ            | Pat-lí                   |
| Banqiao                | 板橋區 | Panchiao    | Bǎnciáo         | Pang-kiô                 |
| Gongliao               | 貢寮區 | Kung-liao   | Gòngliáo        | Khong-á-liâu             |
| Jinshan                | 金山區 | Chin-shan   | Jinshan         | Kim-san                  |
| Linkou                 | 林口區 | Lin-k'ou    | Línkǒu          | Nâ-kháu                  |
| Luzhou                 | 蘆洲區 | Lu-chou     | Lújhou          | Lô•-chiu                 |
| Pinglin                | 坪林區 | P'ing-lin   | Pínglín         | Phiâⁿ-lîm                |
| Pingxi                 | 平溪區 | P'ing-hsi   | Píngsi          | Pêng-khe                 |
| Ruifang                | 瑞芳區 | Jui-fang    | Rueìfang        | Sūi-hong                 |
| Sanchong               | 三重區 | San-ch'ung  | Sanchóng        | Saⁿ-tēng-po• / Sam-tiông |
| Sanxia                 | 三峽區 | San-hsia    | Sansiá          | Sam-kiap                 |
| Sanzhi                 | 三芝區 | San-chih    | Sanjhih         | Sam-chi                  |
| Shenkeng               | 深坑區 | Shen-k'eng  | Shenkeng        | Chhim-khiⁿ               |
| Shiding                | 石碇區 | Shih-ting   | Shíhdìng        | Chio̍h-tiàⁿ               |
| Shimen                 | 石門區 | Shih-men    | Shíhmén         | Chio̍h-mn̂g                |
| Shuangxi               | 雙溪區 | Shuang-hsi  | Shuangsi        | Siang-khe                |
| Shulin                 | 樹林區 | Shu-lin     | Shùlín          | Chhiū-nâ-á               |
| Taishan                | 泰山區 | T'ai-shan   | Tàishan         | Thài-san                 |
| Tamsui (Dànshuǐ)       | 淡水區 | Tan-shui    | Dànshueǐ        | Tām-súi / Tām-chúi       |
| Tucheng                | 土城區 | T'u-ch'eng  | Tǔchéng         | Thô•-siâⁿ                |
| Wanli                  | 萬里區 | Wan-li      | Wànlǐ           | Bān-lí                   |
| Wugu                   | 五股區 | Wu-ku       | Wǔgǔ            | Ngó•-kó•                 |
| Wulai                  | 烏來區 | Wu-lai      | Wūlái           | U-lai                    |
| Xindian                | 新店區 | Hsin-tien   | Sindiàn         | Sin-tiàm                 |
| Xinzhuang              | 新莊區 | Hsin-chuang | Sinjhuāng       | Sin-chng                 |
| Xizhi                  | 汐止區 | Hsi-chih    | Sìjhǐh          | Se̍k-chí                  |
| Yingge                 | 鶯歌區 | Ying-ko     | Yingge          | Eng-ko                   |
| Yonghe                 | 永和區 | Yung-ho     | Yǒnghé          | Éng-hô                   |
| Zhonghe                | 中和區 | Chung-ho    | Jhonghé         | Tiong-hô                 |

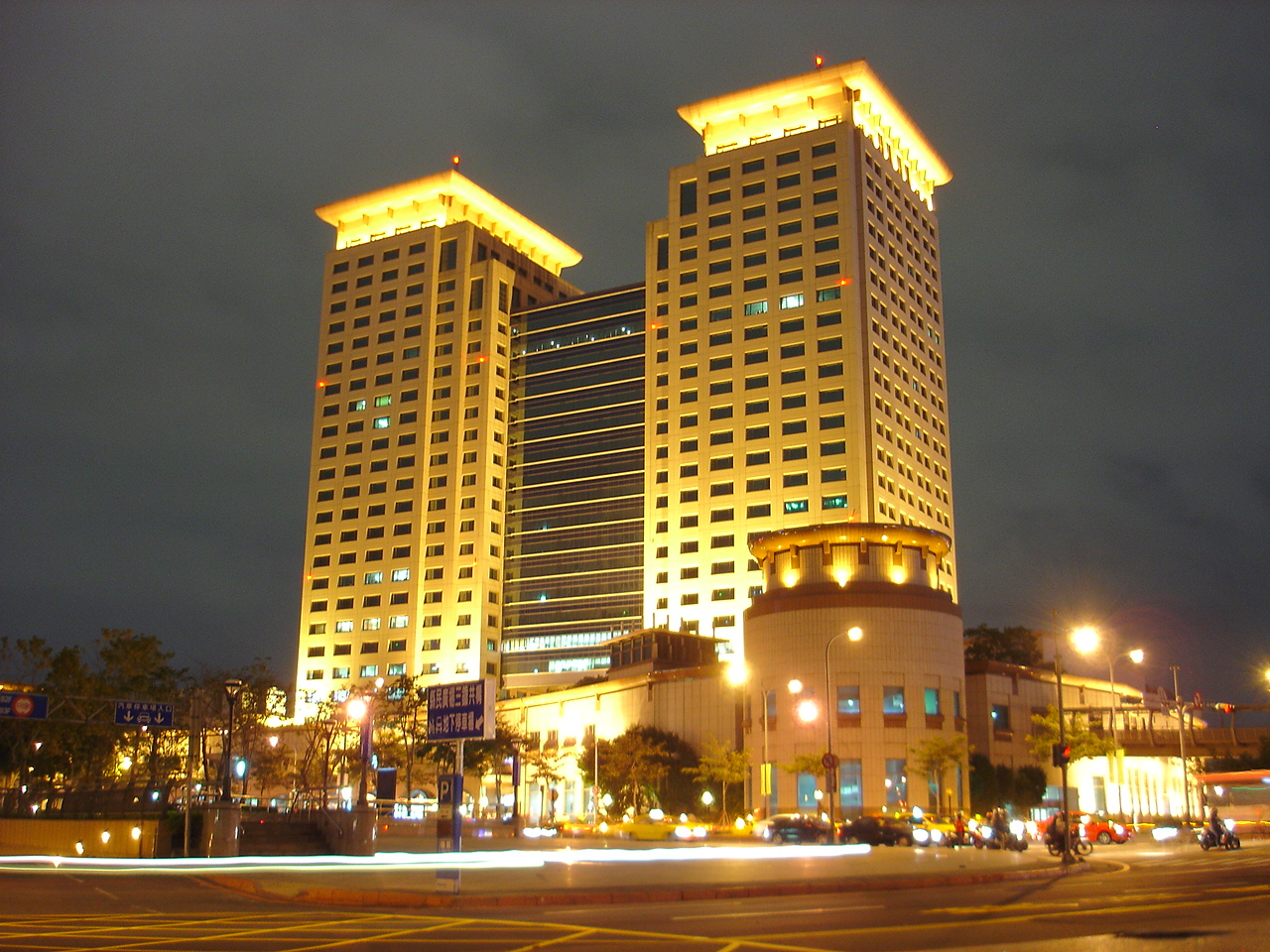
Bahnhof Banqiao

Neu-Taipeh verfügt über eine sehr gute Verkehrsinfrastruktur.
Die Stadt ist an folgende Linien der Metro Taipeh angeschlossen:
- Rote Linie 2 (in Tamsui)
- Blaue Linie 5 (in Banqiao und Tucheng)
- Orange Linie 4 (in Yonghe, Zhonghe, Sanchong, Xinzhuang und Luzhou)
- Grüne Linie 3 (in Xindian)
- Gelbe Linie (in Xindian, Yonghe, Zhonghe, Banqiao und Xinzhuang, verläuft ausschließlich in Neu-Taipeh)

Zusätzlich existieren zwei voneinander getrennte Straßenbahnnetze. Die Danhai LRT wurde am 23. Dezember 2018 eröffnet und besteht aus zwei Linien im Bezirk Tamsui, während die Ankeng LRT, welche am 10. Februar 2023 eröffnet wurde, aktuell aus einer Linie im Bezirk Xinidan besteht.
Der Hochgeschwindigkeitszug nach Kaohsiung hält in Banqiao.
Die nächsten Flughäfen befinden sich in der benachbarten Stadt Taoyuan (Flughafen Taiwan Taoyuan) sowie in Taipeh (Flughafen Taipeh-Songshan).

## Wissenswertes / Sehenswertes

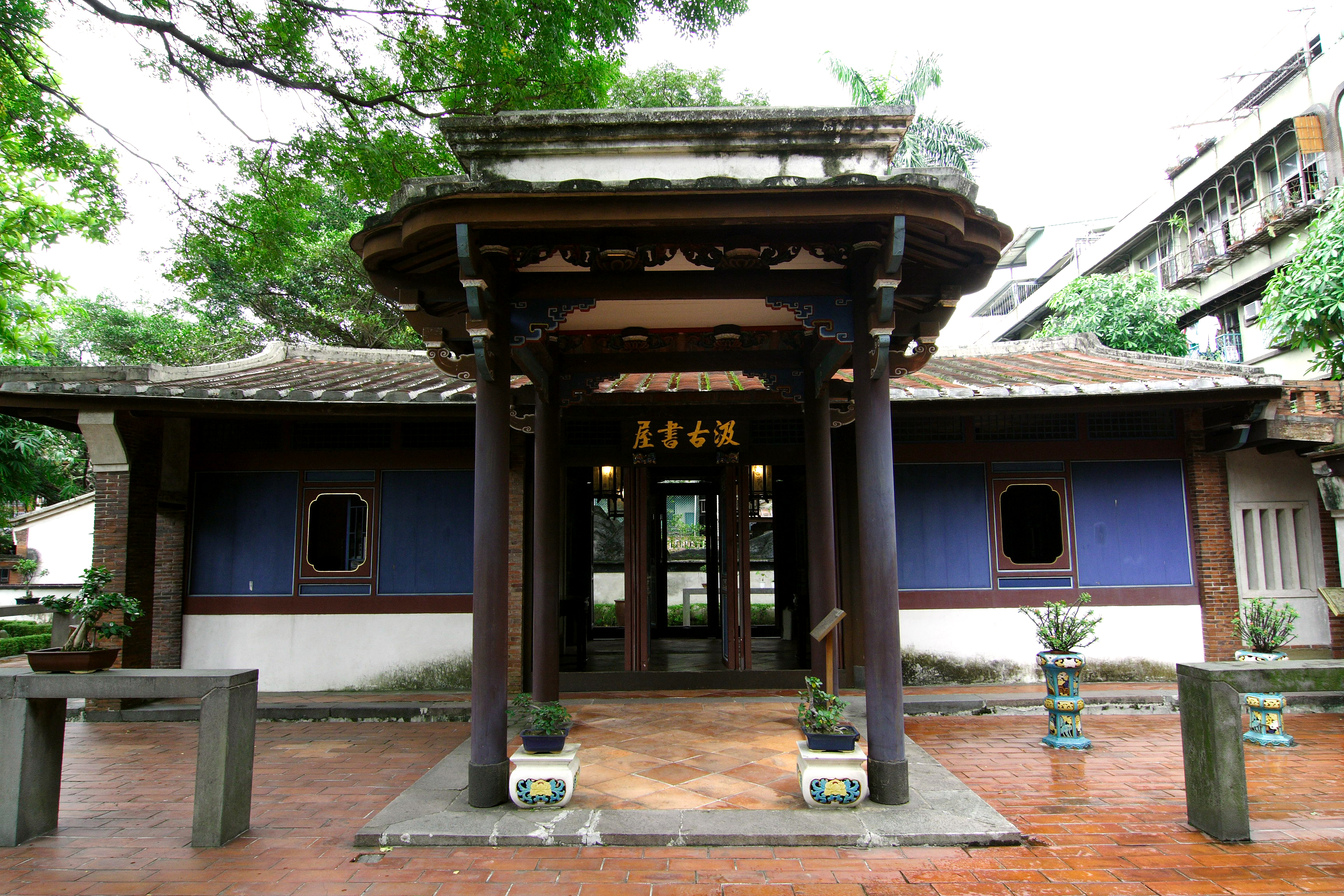
Haus und Garten der Familie Lin

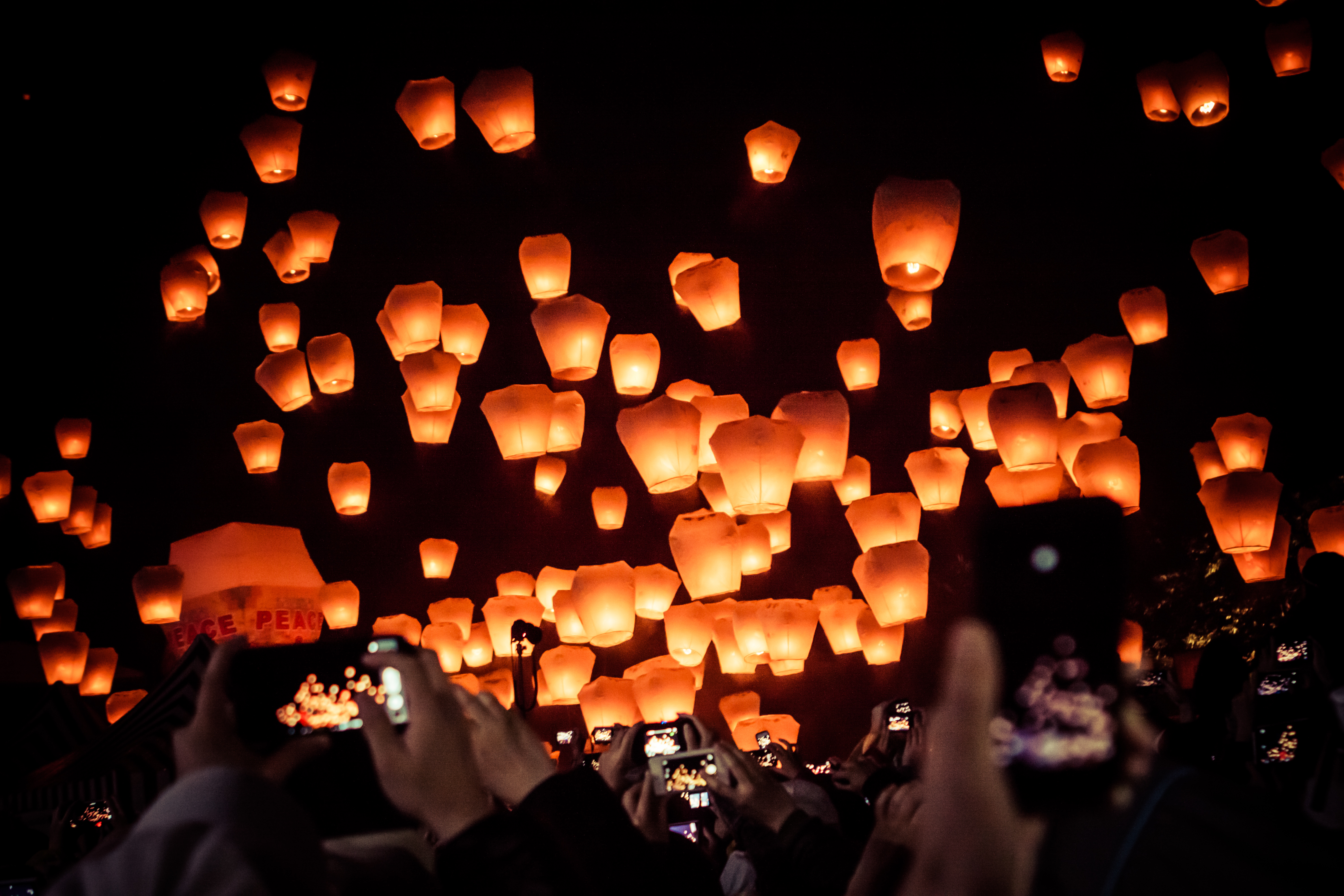
Himmelslaternen-Fest

Neu-Taipeh verfügt über eine Vielzahl von Sehenswürdigkeiten.
- Banqiao: Residenz und Garten der Familie Lin aus der Zeit der späten Qing-Dynastie
- Tamsui: Fischerkai und Uferpromenade, spanisches Fort
- Jiufen / Jinguashi: Altstadt bzw. Gold Ecological Park mit Goldbergbau-Museum
- Pinglin: Pouchong-Teeanbaugebiet (Oolong-Tee) und Teemuseum
- Pingxi: Kohlebergbau-Museum und Himmelslaternen-Fest
- Sanxia: Holzschnitzereien, Zushi-Tempel
- Wulai: Wasserfall, heiße Quellen
- Yingge: Porzellanherstellung, Keramikmuseum (chinesisch, englisch)
- Fulong-Strand: Beliebter Sandstrand, an dem jedes Jahr Mitte Juli ein Rockfestival stattfindet

## Partnerschaften
- Cincinnati, Ohio, USA
- Miami-Dade County, Florida, USA
- Landkreis Starnberg, Deutschland (seit 1982)

## Persönlichkeiten
- Chen Ruoxi (* 1938), Autorin
- Lai Ching-te (* 1959), Politiker und seit 2024 Präsident
- Hsieh Hsi-en (* 1994), Leichtathletin